# Hajime Itoi
Hajime Itoi –en japonés, 糸井統, Itoi Hajime– (Gifu, 22 de junio de 1971) es un deportista japonés que compitió en natación, especialista en el estilo espalda.
Ganó cinco medallas de bronce en el Campeonato Pan-Pacífico de Natación entre los años 1991 y 1995.
Participó en dos Juegos Olímpicos de Verano, ocupando el cuarto lugar en Barcelona 1992 y el quinto en Atlanta 1996, en la prueba de 200 m espalda.

## Palmarés internacional
| Campeonato Pan-Pacífico | Campeonato Pan-Pacífico  | Campeonato Pan-Pacífico | Campeonato Pan-Pacífico |
| Año                     | Lugar                    | Medalla                 | Prueba                  |
| ----------------------- | ------------------------ | ----------------------- | ----------------------- |
| 1991                    | Edmonton (Canadá)        | Medalla de bronce       | 200 m espalda           |
| 1993                    | Kobe (Japón)             | Medalla de bronce       | 100 m espalda           |
| 1993                    | Kobe (Japón)             | Medalla de bronce       | 200 m espalda           |
| 1993                    | Kobe (Japón)             | Medalla de bronce       | 4 × 100 m estilos       |
| 1995                    | Atlanta (Estados Unidos) | Medalla de bronce       | 4 × 100 m estilos       |